# SS Ceramic
Церамик (лат. SS Ceramic) — британское пассажирское судно компании «White Star Line». Спущен на воду в 1913 году. В 1934 году, после слияния «Уайт Стар» и «Кунард Лайн», судно было продано судоходной компании Shaw, Savill & Albion Steamship Co. Ltd.. 7 декабря 1942 году судно было торпедировано немецкой подлодкой U-515.

## Оснащение
Корабль водоизмещением 18 713 брутто-регистровых тонн имел восемь стальных палуб, двенадцать водонепроницаемых переборок, одну дымовую трубу, три винта и четыре мачты. Паровой двигатель тройного расширения и турбина низкого давления позволяли судну развивать скорость в 16 узлов. На борт судно могло принимать до 600 пассажиров. Кроме главного ресторана вместимостью в 540 человек и 120-метровой прогулочной палубы, на Церамике имелись читальный салон, тренажёрный зал. Гостиные кают были обшиты дубовыми панелями. Каюты на две или четыре койки имели систему вентиляции.

## Карьера
«SS Ceramic» был спущен на воду 11 декабря 1912 года в Ирландии. 5 июля 1913 года готовое судно было передано его владельцу. 24 июля того же года лайнер под командованием капитана Джона Стивея отправился в первый рейс из Ливерпуля в Сидней. В 1914 году судно было реквизировано Адмиралтейством для перевозки войск. В мае 1916 года в Средиземном море судно с 2500 солдатами на борту было атаковано немецкой подлодкой, от которой «Церамику» удалось уйти. В 1917 году корабль чуть не был потоплен немецкой торпедой.
После войны пароход был возвращён «Уайт Стар». После модернизации судно возобновило рейсы в Австралию. После слияния «Уайт Стаp» и «Кунард Лайн» корабль был продан судоходной компании Shaw, Savill & Albion Steamship Co. Ltd.. 25 августа 1934 года он, под флагом новой компании, совершил первый рейс из Ливерпуля в Брисбен. В 1935 году прибыл на верфь для реконструкции и модернизации. В ходе этих работ была уменьшена пассажировместимость с 600 до 480 человек, построено кафе, застеклена прогулочная палуба. Был увеличен тоннаж с  18 481 до 18 713 БРТ.

## Гибель
23 ноября 1942 года лайнер вышел в очередной рейс из Ливерпуля в Сидней. Командовал пароходом 67-летний капитан Герберт Чарльз Элфорд. На борту находилось 278 пассажиров и 378 членов команды. Среди пассажиров было 196 членов Королевского военно-морского флота и британской армии, 30 медсестёр Имперской сестринской службы имени королевы Виктории и 152 гражданских лица, включая 12 детей.
Из-за опасности торпедирования немецкой подлодкой, «Ceramic» вышел из Ливерпуля в составе трансатлантического конвоя. 2 декабря судно отделилось от конвоя и сменило курс на юг к острову Святой Елены. Капитан Элфорд полагал, что развив высокую скорость корабль сможет скрыться от подлодок. В 14 часов 6 декабря подлодка U-515 под командованием Вернера Хенке обнаружила лайнер. Вскоре после полуночи 7 декабря U-515 выпустила две торпеды, пустившие судно на дно. В результате крушения погибло 655 человек. Выжил только один.